# Wiktor Robertowitsch Zoi

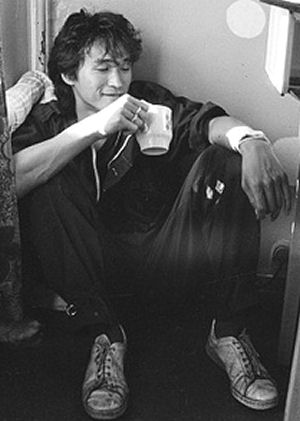
Wiktor Zoi im Jahr 1986

Wiktor Robertowitsch Zoi (russisch Виктор Робертович Цой, wiss. Transliteration Viktor Robertovič Coj; auch: Viktor Tsoi; * 21. Juni 1962 in Leningrad; † 15. August 1990 bei Tukums, Lettland) war ein sowjetischer Rockmusiker, Poet und Schauspieler. Der Frontmann der Band Kino war ein Pionier des russischsprachigen Rocks. Seine punkige Musik und poetisch-regimekritischen Texte hatten in der Sowjetunion eine große Anhängerschaft. Kino zählte zu den bekannten und erfolgreichen Rockbands der russischsprachigen Rockgeschichte.

## Leben

### Jugend und Anfänge
Er wurde als einziges Kind des koreanischstämmigen Robert Maximowitsch Zoi und der ethnischen Russin Walentina Wassiljewna Zoi (geborene Gusewa) geboren. 1974 gründete er mit Maxim Paschkow seine erste Musikgruppe Palata Nr. 6 (der Name der Gruppe verweist auf die Erzählung von Anton Tschechow). 1979 begann er Rock-Songs zu schreiben. Zu jener Zeit galt Rock in der Sowjetunion offiziell als zweifelhafter Trend und beschränkte sich hauptsächlich auf Leningrad.
1980 wurde er wegen „schlechter Zensuren“ von der Serow-Kunstakademie verwiesen. Er begann als Heizer in einem Mietshaus zu arbeiten und spielte Lieder auf Festen. Bei einem Auftritt lernte er Boris Grebenschtschikow von der bereits etablierten Rockgruppe Aquarium kennen, der ihn unter seine Fittiche nahm.
Seinen ersten Bühnenauftritt hatte Zoi 1982 beim 1. Leningrader Rock-Klub-Konzert. Es war ein Solo-Auftritt, der von Aquarium-Mitgliedern unterstützt wurde. Seine innovativen Texte und die ungewöhnliche Musik überzeugte die Zuhörer. Wenig später gründete er mit Alexei Rybin und Oleg Walinski die Gruppe Гарин и Гиперболоиды (Garin i giperboloidy), die einige Monate später in Kino umbenannt wurde. In Zois Wohnung wurde ein Demoband aufgenommen, das bald eine weite Verbreitung über Leningrad hinaus fand.

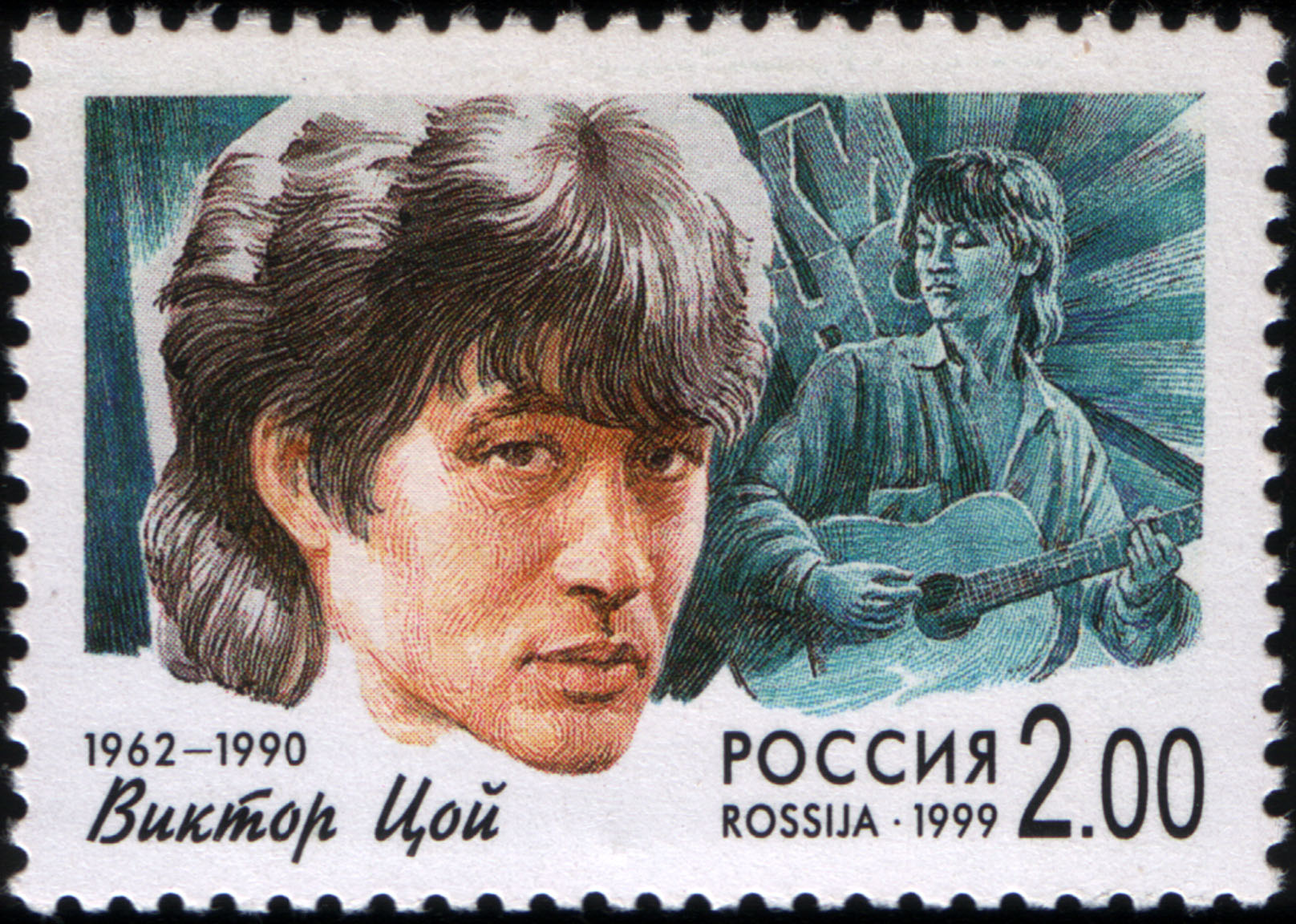
Wiktor Zoi auf einer russischen Briefmarke

### Untergrundband
1982 brachten Kino ihr erstes Musikalbum heraus. Es trug den Titel 45. Die Band nahm sich verstärkt politischer Themen an. Der Song Электричка (Elektritschka) handelt von einem Mann, der in einem Zug festsitzt, der ihn in die falsche Richtung bringt. Das Lied war eine Metapher auf die Sowjetunion und Zoi wurde es verboten, das Lied bei öffentlichen Auftritten zu spielen. Bei der regimekritischen Jugend wurden Zoi und Kino dafür umso beliebter. Beim 2. Leningrader Rock-Club-Konzert wurde die Gruppe noch politischer und spielte Я объявляю свой дом… (Безъядерная зона) (deutsch Ich erkläre mein Zuhause... (zur nuklearfreien Zone)). Der Song entsprach dem Anti-Kriegs-Gefühl der sowjetischen Jugend, die nicht im Afghanistan-Krieg kämpfen wollte und Kino gewann den ersten Preis des Konzerts.
Bis 1985 blieb Kino in der Außenseiterrolle. Das änderte sich mit Michail Gorbatschows Politik von Glasnost und Perestroika, die offene politische Diskussionen in den sowjetischen Medien erlaubte. 1986 nutzte Zoi die neue Offenheit und veröffentlichte den Song Хочу перемен (dt. Ich will  Veränderungen).
Zoi war seit 1985 mit Marianna Zoi verheiratet und hatte einen Sohn, Alexander (* 1985).

### Jugendidol

Grab Wiktor Zois, 2007

1987 kam für Kino der Durchbruch. Die Veröffentlichung ihres siebten Albums Группа крови (dt. Blutgruppe) löste eine regelrechte Kinomania aus. Blutgruppe war das bisher politischste Album von Kino und es präsentierte eine Musik, wie sie bisher in der UdSSR noch nicht zu hören gewesen war. Einige Lieder wandten sich direkt an die sowjetische Jugend, forderten sie auf, die Kontrolle zu übernehmen und Veränderungen im Staat einzuleiten. Andere Songs diskutierten soziale Probleme, die das Land verkrüppelten. Zoi wurde zum Helden der russischen Jugend und Kino zur populärsten Rockband.
Die folgenden Jahre trat Zoi in verschiedenen erfolgreichen Kinofilmen auf, reiste sogar in die USA, um seine Filme auf Festivals vorzustellen. Zu den bekanntesten Kultfilmen zählt u. a. Igla („Nadel“, bekannt als „The Needle“, 1988), wo auch Zois Lieder als Soundtrack vorkamen.
Kino veröffentlichte weitere Alben, deren politische Texte die Popularität der Gruppe steigerten. Trotz des Erfolgs behielt Zoi seinen alten Beruf als Heizer. Er erklärte, er brauche das Geld, um Kino zu sponsern, deren Alben in der Sowjetunion vielfach kopiert herumgereicht wurden und der Band nur wenig Geld brachten. Dazu gab es einen selbstironischen Song Я хочу быть кочегаром („Ja chotschu bytj kotschegarom“), „Ich will ein Heizer sein“.
Kinos größtes Konzert fand 1990 im Olympiastadion Luschniki in Moskau statt. 62.000 Fans kamen, um Russlands erfolgreichste Rockgruppe zu feiern. Am 14. August 1990 beendete Zoi in Lettland seine Arbeit am Gesang für ein neues Kino-Album. Er wollte nach Leningrad fahren, wo die anderen Bandmitglieder die Musik einspielen sollten.

### Früher Tod
Am frühen Morgen des 15. August 1990 verlor Zoi in der Nähe von Tukums auf der Straße nach Talsi die Kontrolle über sein Auto und rammte einen Bus. Er wurde dabei getötet, das Auto völlig demoliert. Einer der wenigen Gegenstände, die nach dem Unfall gefunden wurden, war das Band mit dem Gesang für das neue Album. Das Album wurde fertiggestellt und erschien unter dem Namen Чёрный альбом Tschorny albom („Schwarzes Album“). Die verkaufte Auflage war gewaltig. Mehr als 65 Jugendliche in der Sowjetunion nahmen sich nach dem Tod Zois das Leben, weil sie glaubten, es hätte ohne ihr Idol keine Bedeutung mehr.

### Nachleben
- Nach seinem Tod wurden Mitschnitte der Live-Darbietungen mehrerer bisher unbekannter Songs veröffentlicht. Diese Aufnahmen sind u. a. von Retro-Qualität und gelten als die Anfänge des Künstlers Zoi bzw. der Band Kino.
- Zois Grab auf dem Bogoslowskoje-Friedhof in Sankt Petersburg ist bis heute ständig mit Blumen geschmückt. In Moskau und Minsk (Belarus) wurden ihm Gedenkmauern gewidmet. Die Wiktor-Zoi-Mauer befindet sich gegenüber dem 2018 fertiggestellten Stadion in einem kleinen Park. Bis heute werden dort regelmäßig Blumen und insbesondere Zigarettenstummel abgelegt.
- Der Asteroid des äußeren Hauptgürtels (2740) Tsoj ist nach dem Musiker benannt.[2]
- Im Jahr 2009 wurde eine Skulptur von ihm in Sankt Petersburg aufgestellt, die im Oktober 2015 nach Okulowka versetzt wurde.
- Eine Ausstellung erinnerte im Jahr 2020 an Zoi und präsentierte von ihm hergestellte Bilder und Objekte, welche noch nie gezeigt worden waren.[3] Am 30. Todestag von Zoi wurde in St. Petersburg die Schlossbrücke angehoben und sein Porträt darauf projiziert.[4] Bei der U-Bahn-Station Prospekt Weteranow wurde ein Denkmal errichtet.[5]
- 2020 wurde sein Lied »We Are Waiting for Changes« zur De-facto-Hymne der Proteste in Belarus. Die DJs, die es bei einer offiziellen Veranstaltung auflegten, wurden inhaftiert.[6]
- Am 22. Februar 2023 wurde sein Lied »Blutgruppe« auf einer Massenkundgebung im Moskauer Luschniki-Stadion gespielt, auf der Wladimir Putin den russischen Angriffskrieg gegen die Ukraine verteidigte. Der Vortrag des Liedes wurde als Versuch gewertet, Zoi posthum zum Propagandisten des Kremls zu machen, da er es 1987 als Protestsong gegen den sowjetischen Krieg in Afghanistan geschrieben hat.[7]

## Zitate
„Wir wollen weiter sehen, als bis zum Fenster vom Haus gegenüber. Wir wollen leben, die sieben Leben der Katzen! Und nun sind wir hier, um unsere Rechte einzufordern, ja! Kannst du das Rascheln der Mäntel hören – das sind wir ! Von jetzt an handeln wir !“

„‚Veränderungen!‘ fordern unsere Herzen. ‚Veränderungen!‘ fordern unsere Augen. In unserem Lachen, in unseren Tränen und im Puls der Adern: ‚Veränderungen! Wir warten auf Veränderungen!‘“

„Aber, wenn es eine Schachtel Zigaretten in der Tasche gibt, dann ist ja alles nicht so schlimm, für den heutigen Tag.“

„Dort hinter dem Fenster. Märchen ohne glückliches Ende. Ein merkwürdiges Märchen.“

„Mama – Anarchie. Papa – Glas Portwein.“

„Die Menschen auf der Welt lassen sich in zwei Kategorien einteilen - die einen sitzen auf dem Trockenen und die anderen brauchen Geld.“

## Songtexte
Charakteristisch für Zois Liedtexte ist die Erzählung einer Geschichte wie in Hinter den Fenstern und Aufruf zu Veränderungen. In mehreren Songs nutzte er für ihn typische Wortspiele wie z. B. „Ich habe den Wald – aber es gibt keine Axt“ (aus dem Song: Место для шага вперёд, dt. „Platz für den Schritt vorwärts“) oder „Jedem Meer – ein Schluck Regen“ (aus dem Song Песня без слов, dt. „Lied ohne Worte“).

## Trivia
- Die ebenfalls koreanisch-russische Sängerin Anita Sergejewna Zoi ist nicht die Schwester von Wiktor Zoi.

## Diskografie
Bekannteste Songs, alphabetisch sortiert:
- Алюминиевые огурцы (dt. „Aluminium-Gurken“)
- Братская любовь (dt. „Bruderliebe“)
- В наших глазах (dt. „In unseren Augen“)
- Война (dt. „Der Krieg“)
- Время есть, а денег нет (dt. „Es gibt Zeit, aber kein Geld“)
- Город (dt. „Die Stadt“)
- Группа крови (dt. „Blutgruppe“)
- Закрой за мной дверь, я ухожу (dt. „Schließe hinter mir die Türe, ich gehe fort.“)
- Звезда по имени Солнце (dt. „Stern namens Sonne“)
- Камчатка (dt. „Kamtschatka“)
- Когда твоя девушка больна (dt. „Wenn dein Mädchen krank ist.“)
- Кукушка (dt. „Der Kuckuck“)
- Легенда (dt. „Die Legende“)
- Лето (dt. „Der Sommer“)
- Любовь — это не шутка (dt. „Liebe – das ist kein Scherz“)
- Мама, мы все тяжело больны (dt. „Mama, wir sind alle schwer krank.“)
- Мама Анархия (Анархия) (dt. „Mama – Anarchie“)
- Место для шага вперёд (dt. „Platz für den Schritt vorwärts.“)
- Невесёлая песня (dt. „Unglückliches Lied“)
- Ночь (dt. „Die Nacht“)
- Пачка сигарет (dt. „Schachtel Zigaretten“)
- Песня без слов (Белый день) (dt. „Lied ohne Worte (Weißer Tag)“)
- Печаль (dt. „Die Traurigkeit“)
- Пора (dt. „Es ist an der Zeit“)
- Последний герой (dt. „Der letzte Held“)
- Проснись (dt. „Wach auf!“)
- Растопите снег (dt. „Schmelzt den Schnee“)
- Сказка (Странная сказка) (dt. „(Merkwürdiges) Märchen“)
- Спокойная ночь (dt. „Ruhige Nacht“)
- Стук (dt. „Das Klopfen“)
- Твой номер (dt. „Deine Nummer“)
- Троллейбус (dt. „Trolleybus“)
- Ты обвела меня вокруг пальца (Ты игpала со мной)(dt. „Du wickeltest mich um den Finger herum (Du spieltest mit mir)“)
- Уходи (dt. „Geh fort!“)
- Хочу перемен (Перемен!) (Мы ждём перемен) (dt. „Ich will Veränderungen (Wir warten auf Veränderungen)“)
- Электричка (dt. „Elektritschka“)
- Это не любовь (dt. „Das ist keine Liebe“)
- Я объявляю свой дом (Безъядерная зона) (dt. „Ich erkläre mein Zuhause… (zur nuklearfreien Zone)“)
- Я хочу быть кочегаром (dt. „Ich will ein Heizer sein“)

## Werke
- 45, Moros Records, 1982
- 46, Moros Records, 1983
- Начальник Камчатки (Natschalnik Kamtschatki, „Der Kamtschatka-Chef“), Moros Records, 1984
- Это не любовь (Eto ne ljubow, „Das ist keine Liebe“), Moros Records, 1985
- Ночь (Notsch, „Nacht“), Moros Records, 1986
- Группа крови (Gruppa krowi, „Blutgruppe“), Moros Records, 1988
- Последний герой (Posledni geroi, „Der letzte Held“), Moros Records, 1989
- Звезда по имени солнце (Swesda po imeni solnze, „Ein Stern namens Sonne“), Moros Records, 1989
- Чёрный альбом (Tschorny albom, „Schwarzes Album“), Moros Records, 1990
- Неизвестные песни Виктора Цоя (Neiswestnyje pesni Wiktora Zoja, „Die unbekannten Lieder von Wiktor Zoi“), 1999 (postum produziert auf Initiative von Marianna Zoi)

## Verfilmung
2018 kam der Spielfilm Leto („Sommer“) des russischen Regisseurs Kirill Serebrennikow in die Kinos, der den Anfängen der Karriere Zois gewidmet ist.

## Filmographie
- Konez kanikul (Конец каникул)[11], Kurzfilm, 1986
- Rock (Рок)[12], Dokumentarfilm, 1988
- Assa (Асса), Spielfilm, 1988
- Die Nadel (Игла), Spielfilm, 1988